# Trieces ruficoxa
Trieces ruficoxa är en stekelart som beskrevs av Walley 1969. Trieces ruficoxa ingår i släktet Trieces och familjen brokparasitsteklar. Inga underarter finns listade i Catalogue of Life.